# Condé Nast Publications

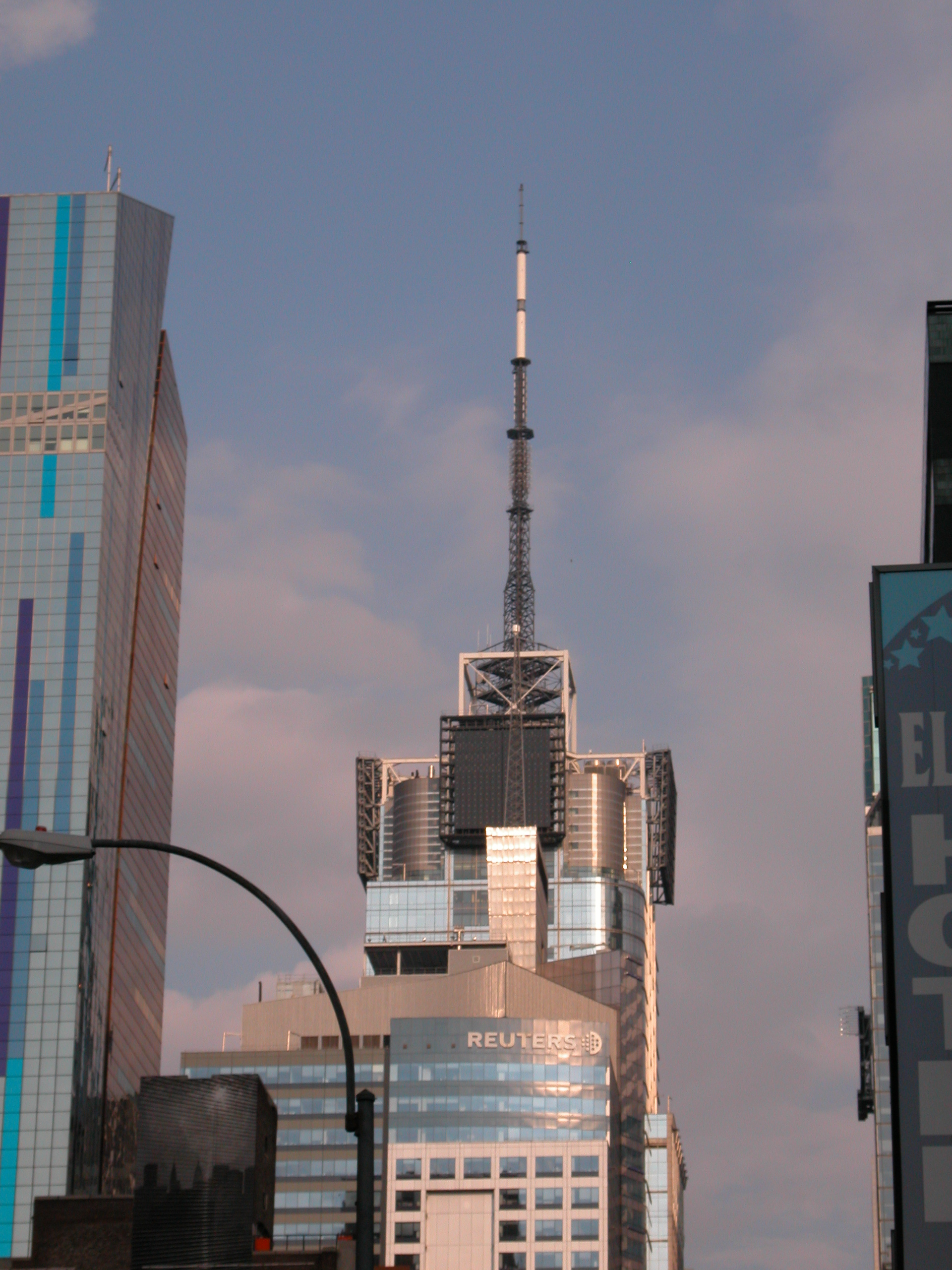
Condé Nast Publications - centrála v New York City

Condé Nast Publications, Inc. je vydavatelství časopisů. Její hlavní kanceláře jsou umístěny v New Yorku, Miami, Londýně, Milanu, Paříži, Madridu a Tokiu. Condé Nast je řízena S. I. Newhousem juniorem.

## Historie
Condé Nast se zaměřuje na určité společenské třídy a vydává pro ně takzvané „časopisy životního stylu“. Řada z nich je zaměřena na módu, na cestování, jídlo, domov, kulturu a další zájmy.
Do roku 1998 portfolio zahrnovalo 17 publikací, mnohé z nich největší ve své oblasti na trhu. Průměrně tiskne více než 13 milionů výtisků za měsíc a odhad skutečných čtenářů je ještě pětkrát větší.
Společnost Condé Nast Publications byla založena Condé Montrose Nastem, který začal vydávat svůj první časopis s názvem Vogue v roce 1909. Jedním z nejstarších titulů byl více než stoletý House and Garden, který však skončil v prosinci roku 2007.

## Fotografové
Pro společnost pracovali světoznámí fotografové, jako byli například Maďar André Kertész, Američan Irving Penn nebo britský módní fotograf David McCabe.

## Současné publikace
Společnost má v časopiseckém průmyslu jedno z nejlépe rozpoznatelných portfolií.

### Móda a životní styl
- Vogue
- W
- Glamour (časopis)
- Allure (časopis)
- Self (časopis)
- Teen Vogue
- Gentlemen's Quarterly
- Details
- Lucky (časopis)
- Easy Living

### Domov
- Architectural Digest
- Maison & Jardin
- Vogue Decoration

### Svatby
- Brides
- Modern Bride
- Elegant Bride

### Rodina
- Cookie (časopis)

### Golf
- Golf Digest
- Golf World
- Golf for Women

### Jídlo
- Gourmett
- Bon Appétit

### Cestování
- Condé Nast Traveler

### Technologie
- Wired
- Ars Technica
- Webmonkey

### Kultura
- Vanity Fair
- The New Yorker

## Zaniklé publikace
- Condé Nast Portfolio
- Domino (časopis)
- House & Garden
- Jane
- Vitals Men
- Vitals Women

## Provozované internetové stránky
- arstechnica.com
- Brides.com
- concierge.com
- condenaststore.com
- condenet.com
- cookiemag.com
- epicurious.com
- Flip.com
- men.style.com
- NewYorker.com
- newyorerstore.com
- Portfolio.com
- reddit.com
- style.com
- stylefinder.com
- webmonkey.com
- Wired.com